# 水翼船
水翼船是一種高速船，香港稱飛翔船。船身底部有支架，裝上水翼。當船的速度逐漸增加，水翼提供的升力會把船身抬離水面（稱為水翼飛航或水翼航行，但與翼地效應不同，一部分仍在水中），從而大為減少水的阻力和增加航行速度。

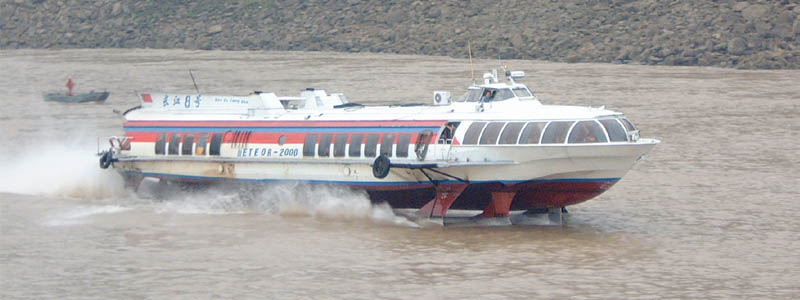
中國長江上的俄製Meteor水翼船

## 全浸式和半浸式

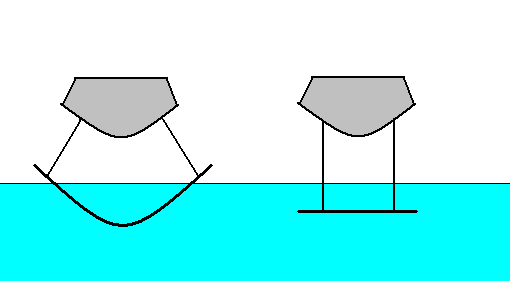
從前方觀看：左為半浸式水翼，右為全浸式水翼

早期的水翼船在採用U型的水翼。這種水翼稱為「半浸式」或「割劃式」水翼。因為在水翼飛航時，U型水翼會有部份是浸在水中，而部份則會割破水面露在空中。半浸式水翼的結構較為簡單，推進一般用船尾浸在水中的螺旋槳及方向舵。較新的水翼船則是採用倒 T 型的水翼，這種水翼稱為「全浸式」，因為它經常保持在水下。「全浸式」的水翼受海浪的影響比「半浸式」小，因此全浸式水翼船在大浪的海上行走時更為穩定，亦更為舒適。但是因為全浸式水翼設計不具自我穩定的特性；故此必須要由自動控制系統就海面情況、船身姿態、速度、加速等参數不斷改變水翼的攻角，以維持水翼飛航的狀態。如果水翼船突然失速（例如發動機嚴重故障，或者因碰撞而突然減速），飛航中的船身可能會突然掉回水中，造成意外。部份全浸式水翼船的推進採用燃氣渦輪引擎，配以噴水系統，避免了螺旋槳及方向舵帶來的阻力。

## 發展歷史

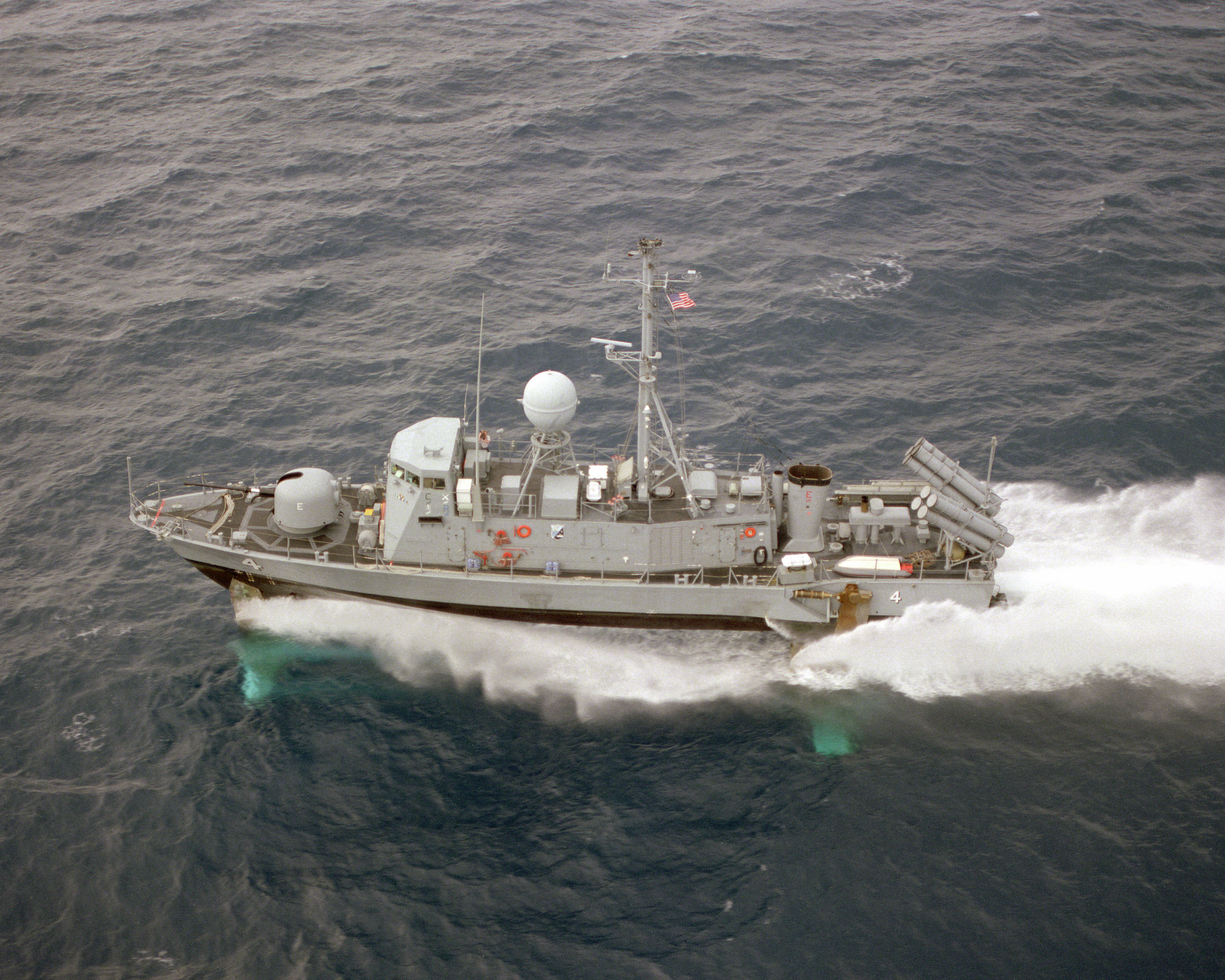
波音為美國海軍生產的PHM「飛馬座」級全浸式水翼船

美國人William E. Meecham 早在1906年便在《科學人》發表關於水翼原理的文章。電話的發明人貝爾認為這是項重要的發明，他畫出類似水翼船的草圖，然後與Casey Baldwin合作，在1908年進行關於水翼的實驗。Baldwin硏究過意大利發明家Enrico Forlanini的設計後，進行自己的設計。1910年貝爾在意大利與Forlanini 見面，並在湖上試乘Forlanini 的水翼船。回到美國後，他們建造了HD-4 號，逹到了時速87公里的速度。在美國海軍的支持下，他們改用兩副350馬力(260 kW)的發動機，在1919年9月創下時速114公里的紀錄。這項紀錄一直保持了十年。

### Supramar 水翼船
德國人Baron von Schertel 二次大戰時在德國硏究水翼。戰後Schertel 的硏究部門大部分被蘇聯俘獲，成為日後蘇聯水翼船發展的骨幹。而Schertel本人則到了瑞士，並成立了Supramar 公司，於1952年發展出首部來往瑞士及意大利的載客水翼船PT10，重七噸，載客32人，採用U 型半浸式水翼，速度達32節。之後陸續發展出PT20，PT50，PT75，PT100和PT150，主要由意大利 Rodriquez 及日本日立生產，都是採用半浸式水翼和水下螺旋槳推進。最後出產的是PT150，採用前半浸，後全浸水翼，重165噸，載客250人，速度達37節。至1971年停產時，Supramar 水翼船生產了超過150艘。部分PT 水翼船至今仍在服務，Rodriquez之後亦仍然有生產自行研製的半浸式水翼船。
蘇聯亦一直有對水翼船進行硏究，在1970年代和1980年代設計了不少流線形的水翼船渡輪和軍艦。當中Meteor 及 Voskhod 型近年出口到国外。這些水翼船以半浸式居多，主要用在浪较少的内河及湖泊行走。

### 波音水翼船

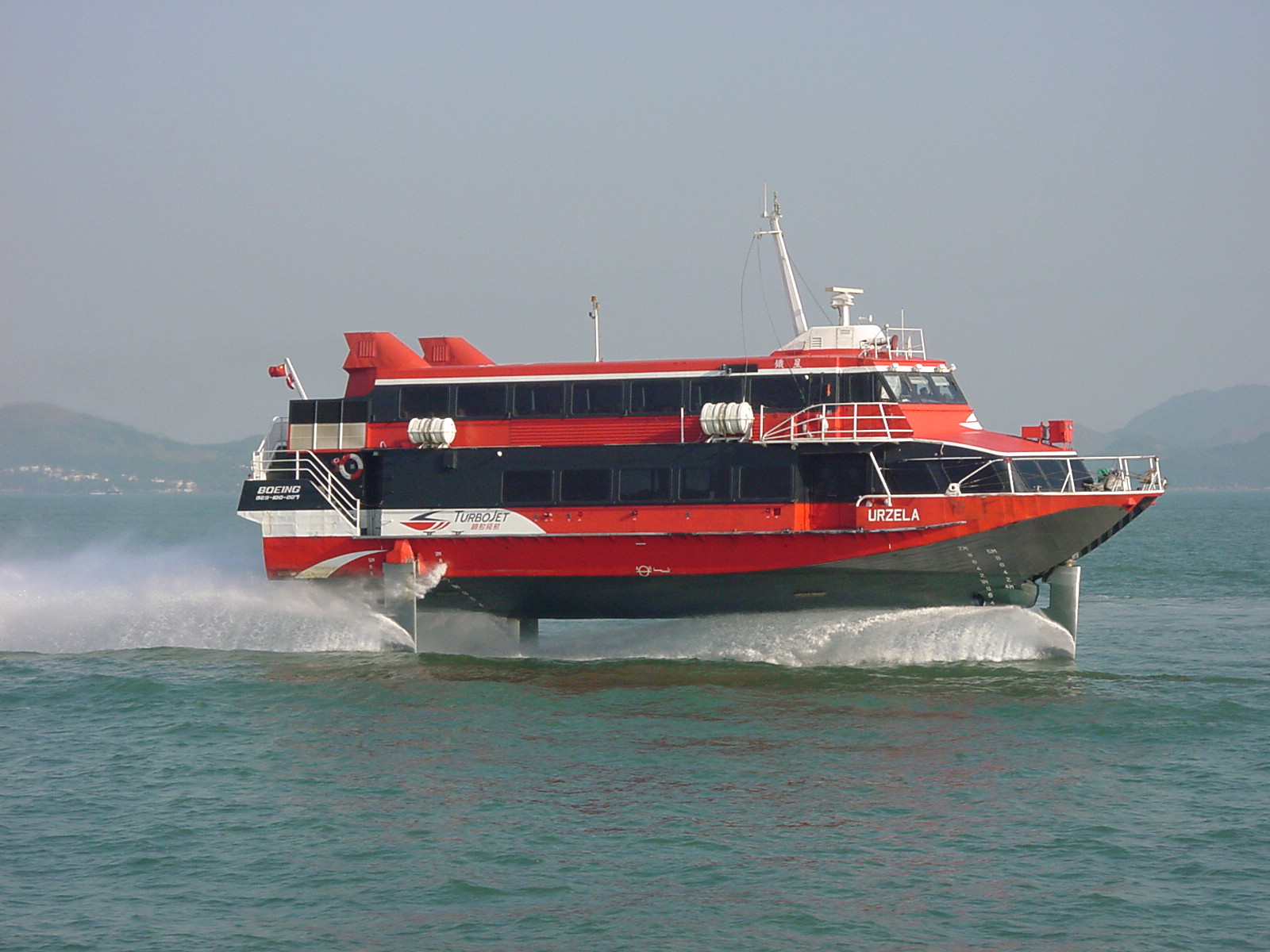
噴射飛航「鐵星」號 Jetfoil 929型水翼船

水翼船需要的技術跟航空十分相似，因此美國的波音公司在60年代便開始研究水翼船。1974年至1982年間，波音建造了6艘131呎長的PHM型「飛馬座」級全浸式水翼導彈艇。船內有兩款共四台引擎，高速航行使用兩具通用電氣燃氣渦輪引擎（17,000匹），低速航行使用兩台柴油引擎（800匹），用噴水器推進中，航速超過45節。艦上裝有魚叉式反艦導彈和76毫米口徑的Mk 75艦炮。但是，由於成本高昂，此等導彈快艇已於1993年全部退役。
波音在1970年代後期開發了供客運的波音929水翼船，名為JetFoil。929型屬全浸式水翼船，船身長90呎，以鋁合金製造，淨重約100噸，載客量可達250人，航速逹45節。推進的動力，來自2具勞斯萊斯Allison 501k燃氣引擎，用噴水器推進。波音總共生產了26艘929型水翼船，買家有日本、英國、印尼等地的渡輪公司。當中香港的信德集團旗下的遠東水翼船（1999年7月與中旅僑福（CTS-Parkview Ferry Service Co. Ltd.）的港澳飛航船（TurboCat）（合併後改稱噴射飛航））是最大的用戶，曾擁有16艘用來提供往來香港及澳門之間的服務（有3艘已售予南韓，作為日韓國際噴射船服務，但不於南韓註冊）。波音停止生產JetFoil後，將生產專利賣給日本川崎重工（Kawasaki Heavy Industries, Co. Ltd.），川崎重工生產了15艘。90年代中期，中國船舶工業集團旗下的上海新南船廠（CSSC Shanghai Simmo）亦曾通過波音授權生產2艘（型號為PS-30），售予香港的遠東水翼船（其中1艘轉售南韓）。而在航線方面，此等水翼船主要服務橫跨珠江口的港澳航線、越過對馬海峽的日韓航線及日本國內的內海航線。

### 發展和限制
現今存在的水翼船大多不超過1000噸，並以近海航行為主。跟其他的高速艦艇技術相比，水翼船（主要是全浸型）的主要優點是能夠在較為惡劣的海情下航行，船身的巔簸較少。而且高速航行時所產生的興波較為少，對岸邊的影響較低。缺點主要在製造大型的水翼船、或進一步提高速度，目前還存有技術困難。水翼所能提供的浮力與長度成平方關係，但是船的重量卻與長度成立方的關係（平方／立方定律），故此製造更大型的水翼船存在一定的難度。要進一步提高速度，水翼在高速下會產生氣泡(空蝕)的問題亦需要解決。此外全浸式水翼的結構及控制較為複雜，亦令成本上漲。水翼船使用燃氣引擎花費燃料較多亦是商業運作上的考慮之一。

## 相關
- 世界JetFoil 水翼噴射船 ISBN 9628699733
- 香港與珠江三角洲高速客運渡輪 ISBN 9628699717

## 外部連結
- 香港噴射飛航 （页面存档备份，存于）
- 國際水翼船恊會
- 川崎重工JetFoil
- 氣墊船和水翼船[永久]
- 川崎重工 JetFoil 日本國內與國外水翼船航線示意圖